# FE-13
La FE-13 est une voie rapide urbaine qui pénètre Ferrol par le nord en venant de Catabois et l'AP-9F.
D'une longueur de 4.1 km, elle relie le nord de l'agglomération au centre-ville.
Elle n'est pas au norme autoroutière car elle est composée de plusieurs échangeurs sous forme de giratoires et de croisement.

## Tracé
- Elle débute au nord de Catabois, pour croiser ensuite l'AP-9F à Trasancos, la future FE-11 dans le centre-ville et se termine en se connectant à la FE-14 au sud-ouest de Ferrol.

## Sorties
| Numéro de la sortie | Nom de la sortie                                                                          | Bifurcation |
| ------------------- | ----------------------------------------------------------------------------------------- | ----------- |
|                     | Vilalba Santander - Asturies A-8 - Viveiro CG-2.3                                         |             |
|                     | Hôpital Arquitecto Marcide                                                                |             |
|                     | Ferrol Ouest - Port de Ferrol Ferrol Est - Fene La Corogne - Saint-Jacques-de-Compostelle | AP-9F       |
|                     | Ferrol-Camino de Souto - Ferrol-Riua Souto                                                |             |
|                     | Ferrol-Estrada de Castilla                                                                |             |
|                     | Ferrol-Avenida de Trinchera - Ferrol-Anitgua Via de Ferrocaril                            | FE-11       |
|                     | Anchan Ferrol                                                                             |             |
|                     | Odeon - Ferrol-Avenida del Mar                                                            |             |
|                     | Ferrol Est - Ferrol-Avenida Nicasio Perez Fene - La Corogne AP-9F                         | FE-14       |